# 橙线 (BART)
貝里埃薩／北聖何塞-里奇蒙（英語：Richmond station (California)），通称橙线（英語：Orange Line），曾用名里士满-费利蒙线（英語：Richmond-Fremont line）和里奇蒙-暖泉／南費利蒙线（英語：Richmond–Warm Springs/South Fremont），是美国舊金山灣區捷運系統的第一条线路，于1972年9月11日开始运行，共有21个地铁站。从里士满到貝里埃薩／北聖何塞，途径埃尔塞里托、伯克利、奥克兰、圣莱安德罗、海沃德、聯合市、费利蒙、米爾皮塔斯和聖何塞貝里埃薩地區，本线路和其他线路有共用区间。最早此线的运行区间为費利蒙到麦克阿瑟，此线路也是捷运系统中唯一不经过旧金山的路线。
湾区捷运线路名称通常不会提到官方系统地图上的颜色标识，因此此线很少被称为橙线，湾区捷运官方也从来没使用过这个词。虽然此线是唯一只在东湾区运行的线路，但是它也很少被称为“东湾线”，但几乎无一例外地称为“里士满－费利蒙线”，以避免与东湾区区域的各个地区提供服务的其它线路混淆。

## 車站列表
| 中文站名           | 英文站名 | 市         | 縣           | 啟用          | 其他路線 |
| ------------------ | -------- | ---------- | ------------ | ------------- | -------- |
| 列治文             |          | 列治文     | 康特拉科斯塔 | 1973年1月29日 |          |
| 艾塞利托北         |          | 艾塞利托   | 康特拉科斯塔 | 1973年1月29日 |          |
| 艾塞利托廣場       |          | 艾塞利托   | 康特拉科斯塔 | 1973年1月29日 |          |
| 北伯克利           |          | 伯克利     | 阿拉米達     | 1973年1月29日 |          |
| 伯克利下城         |          | 伯克利     | 阿拉米達     | 1973年1月29日 |          |
| 阿什比             |          | 伯克利     | 阿拉米達     | 1973年1月29日 |          |
| 麥克阿瑟           |          | 奧克蘭     | 阿拉米達     | 1972年9月11日 |          |
| 19街奧克蘭         |          | 奧克蘭     | 阿拉米達     | 1972年9月11日 |          |
| 12街奧克蘭市中心   |          | 奧克蘭     | 阿拉米達     | 1972年9月11日 |          |
| 美麗湖             |          | 奧克蘭     | 阿拉米達     | 1972年9月11日 |          |
| 福祿維爾           |          | 奧克蘭     | 阿拉米達     | 1972年9月11日 |          |
| 奧克蘭競技場       |          | 奧克蘭     | 阿拉米達     | 1972年9月11日 |          |
| 聖利安卓           |          | 聖利安卓   | 阿拉米達     | 1972年9月11日 |          |
| 灣區展覽館         |          | 聖利安卓   | 阿拉米達     | 1972年9月11日 |          |
| 海沃德             |          | 海沃德     | 阿拉米達     | 1972年9月11日 |          |
| 南海沃德           |          | 海沃德     | 阿拉米達     | 1972年9月11日 |          |
| 聯合市             |          | 聯合市     | 阿拉米達     | 1972年9月11日 |          |
| 費利蒙             |          | 費利蒙     | 阿拉米達     | 1972年9月11日 |          |
| 暖泉／南費利蒙     |          | 費利蒙     | 阿拉米達     | 2017年3月25日 |          |
| 米爾皮塔斯         |          | 米爾皮塔斯 | 聖塔克拉拉   | 2020年6月13日 |          |
| 貝里埃薩／北聖何塞 |          | 聖何塞     | 聖塔克拉拉   | 2020年6月13日 |          |